# Прохорович, Павел Васильевич
Павел Васильевич Прохорович (укр. Павло Васильович Прохорович) — украинский драматический актёр, театральный деятель, драматург, антрепренёр.

## Биография
На сцене начал выступать с 1895 года. Сначала Прохорович в составе украинских трупп гастролировал провинциальными театрами России, а в 1908 году возглавил собственный коллектив украинских артистов.
Летом 1908 года украинская труппа под управлением П. Прохоровича с большим успехом побывала на гастролях в Луганске. Перед этим она гастролировала в Бахмуте, где имела хорошие сборы — «по 175 рублей на круг».
Труппа Прохоровича считалась многочисленной, в её составе были актрисы Безбородько, Владимирова, Евгеньева, Коваленко, Корсакова, Леванковська, Арина-Чалая, Фразенко, Туманова, Шевченко и актёры Быковский, Гончаренко, Дьяконов, Дубовский, Жадов, Левицкий, Лукьяненко, Мельник, Павловский, Прохорович, Угадаенко, Фразенко, Чалый, Чайка, Шевченко. Капельмейстером в то время был Л. Леванковский.
4 декабря 1908 года труппа Прохоровича начала свои выступления на Кубани в зимнем стационарном театре. Были поставлены пьесы М. Л. Кропивницкого «Две семьи», «Суета» и «Сорочинская ярмарка». После завершения гастролей П. В. Прохорович остался в Армавире на должности администратора театра М. И. Мисожникова.
Помимо актёрской и антрепренёрской деятельности он занимался драматургией. Среди известных его пьес: «Из-под венца в гроб», «Богоотступница», «Измена»..
Актриса Полина Самийленко вспоминала о Армавирском театре такое: 

 
Артисты театра «приходили на репетиции скромно и бедно одеты, зато в спектаклях были сказочно прекрасны в своих костюмах... Наиболее мне нравилась... примадонна Н. Туманова. Это — жена Прохоровича, хозяйка театра».

В сценическом репертуаре этого театра украинская тематика занимала заметное место. В Армавире, кроме деятельности на посту театрального администратора, П. В. Прохорович также работал представителем редакции екатеринодарской газеты «Новая заря».
В 1911 году П. В. Прохорович оставил пост директора театра и, возглавив украинскую труппу, совершил гастрольную поездку по провинциальным городам России. 04 января 1912 года под руководством П. В. Прохоровича в Майкопе в театре < XX век > были представлены две пьесы ( Информация из < Майкопской газеты > ).
В марте и апреле 1915 года с труппой он вновь выступал в Армавире, в том же театре, который к тому времени уже перешёл в собственность купца С. П. Меснянкина.
О судьбе П. В. Прохоровича после революции 1917 года известно мало. Сам он в 1925 году писал: «Годы революции я ни единого дня не отдал ничему, кроме сцены и, работая в труппе, я то работал в 45 дивизии в Умани и Литов... (неразборчиво), то в корпусе высокочтимого безвременно погибшего т. Котовского».
Последние сведения о П. В. Прохоровича относятся к 1925 году, когда он безуспешно пытался вернуть свой дом в Армавире, который был муниципализированной местной властью.